# Heiligste Dreifaltigkeit (Tauplitzalm)

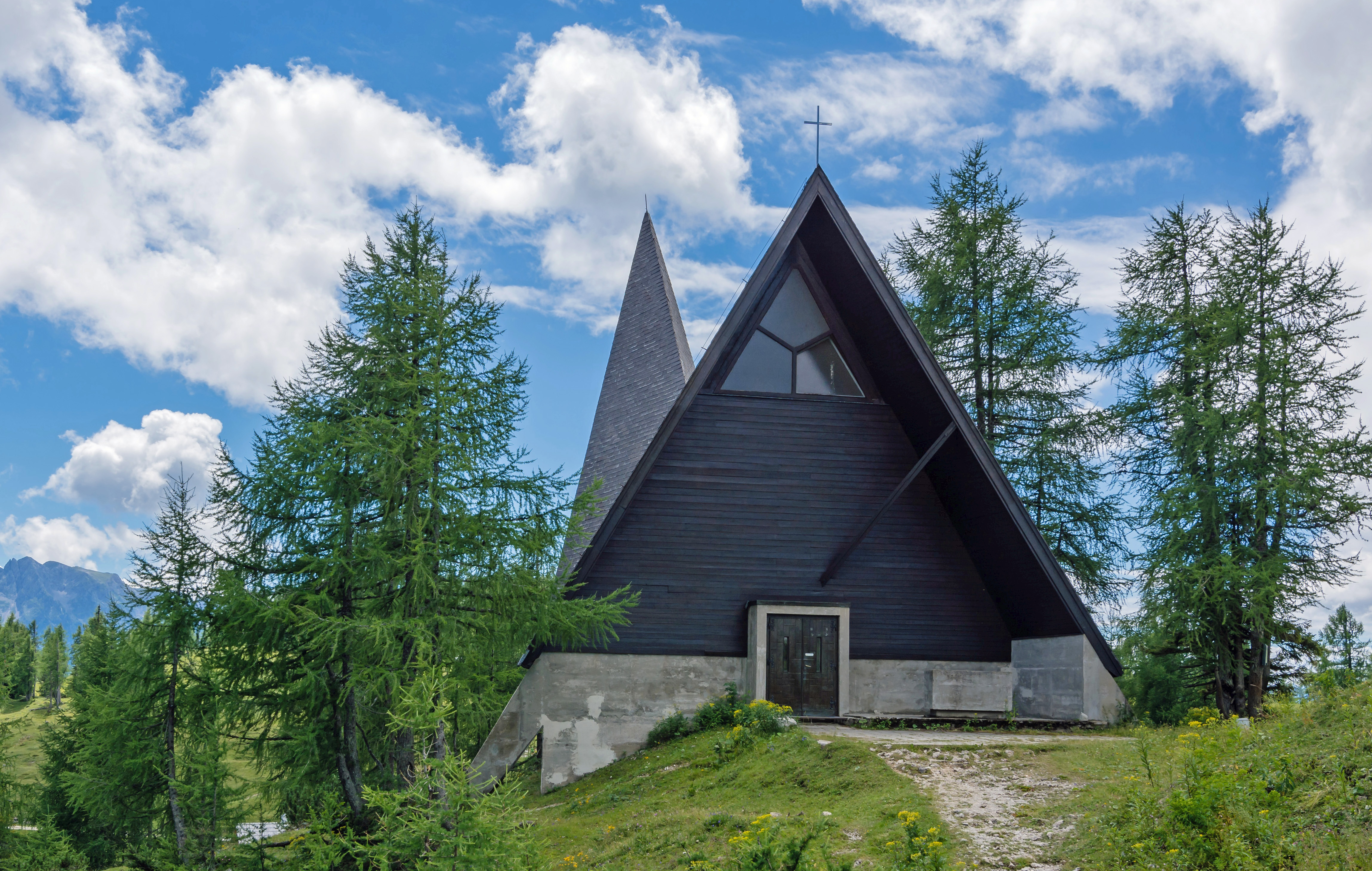
Filialkirche Hlgst. Dreifaltigkeit auf der Tauplitzalm

Die katholische Kirche Heiligste Dreifaltigkeit steht auf der Tauplitzalm in der Gemeinde Bad Mitterndorf im Bezirk Liezen in der Steiermark. Sie ist Filialkirche der Pfarre Tauplitz im Dekanat Oberes Ennstal – Steirisches Salzkammergut in der Diözese Graz-Seckau. Das Bauwerk steht unter Denkmalschutz (Listeneintrag).

## Lage und Gestalt

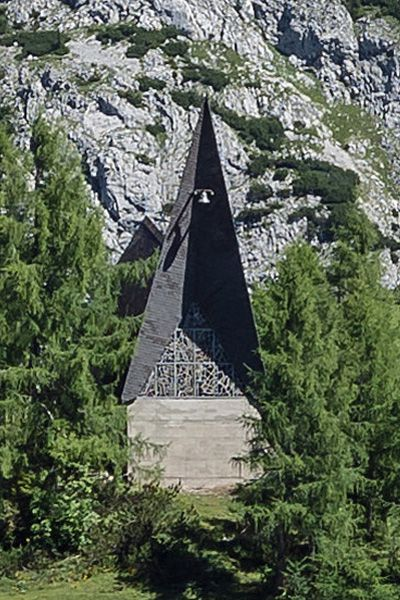
Südseite

Die Tauplitzalm-Kirche befindet sich etwa 150 m östlich der Bergstation der Sesselbahn Tauplitz 2 an der Südkante des Tauplitzalm-Plateaus auf einer Höhenlage von 1640 m ü. A.
Sie hat die Form eines in Nord-Süd-Richtung stehenden Zeltes. Das steile, mit Schindeln gedeckte Dach beginnt über einer niedrigen Mauer, deren Höhe an der Nordseite nur etwa einen Meter beträgt und wegen der Hanglage nach Süden zunimmt. Die Mauer hat auf beiden Seiten drei Stützen. Vom nördlichen Giebel mit der Zugangstür fällt der Dachfirst nach Süden ab, um kurz vor dem Ende steil anzusteigen, mit leichtem Überhang über die Südwand. So wird eine Art offener Turm gebildet, in dem eine Glocke hängt.
Innen ist die Dachkonstruktion frei sichtbar. Die Kirche hat keine Seitenfenster. Sie wird beleuchtet über ein dreigeteiltes Fenster in der Spitze des Nordgiebels und über ein großes Glasbetonfenster auf der Altarseite. Neben dem Altar führt eine Wendeltreppe in die Sakristei, die wegen der Lage am Hang unter dem Altarbereich errichtet werden konnte.

## Geschichte und Nutzung

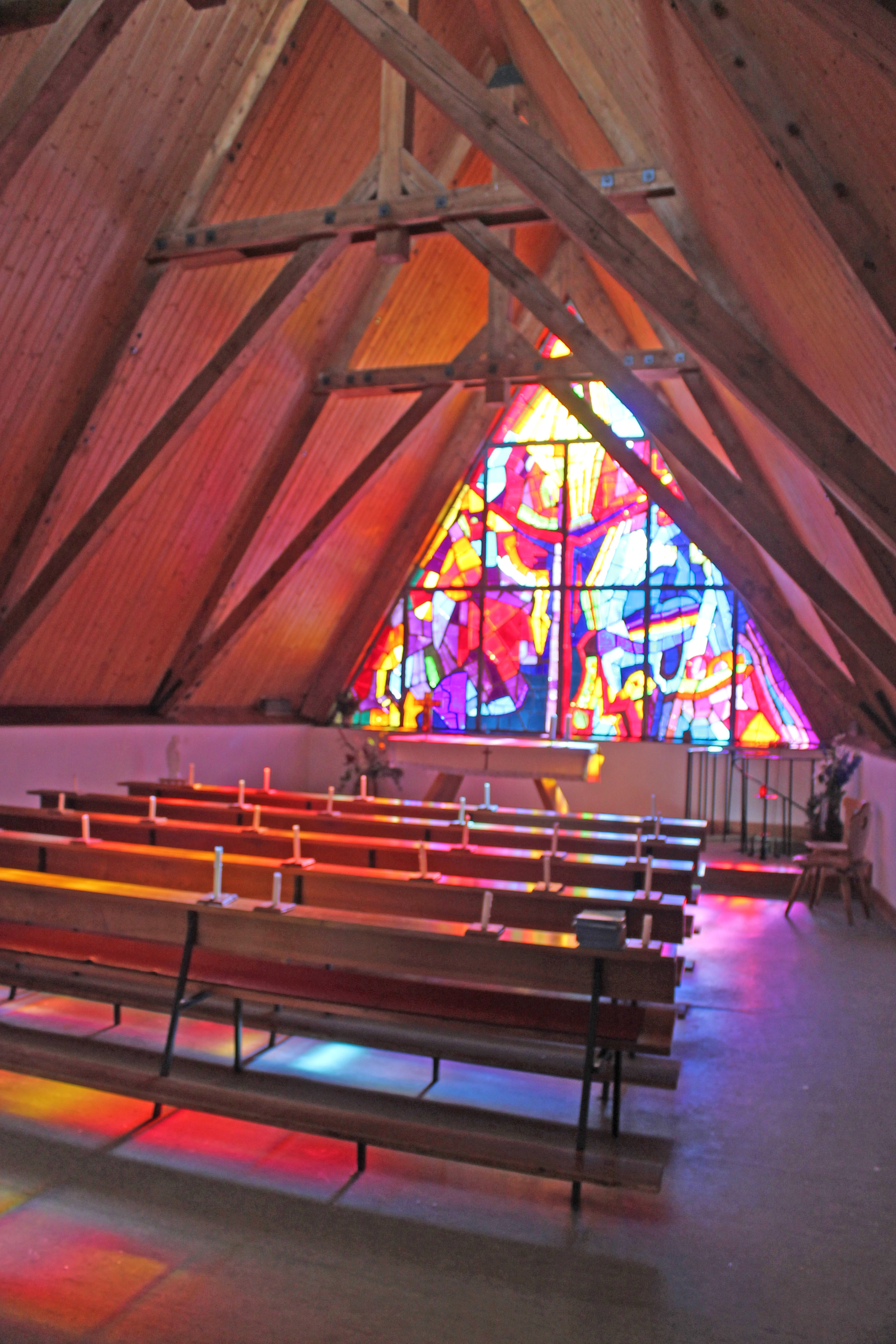
Innenraum

Die Kirche entstand in den Jahren 1961 bis 1963 nach dem Entwurf des Architekten Kurt Weber-Mzell, der noch weitere Kirchenbauten in der Steiermark errichtet hat. Das eindrucksvolle Glasfenster als einziger Schmuck der Kirche stammt von dem Maler und Grafiker Alfred Wickenburg, der es im Alter von 78 Jahren geschaffen hat.
In der täglich für Besucher geöffneten Kirche finden keine regelmäßigen Gottesdienste statt. Ausnahme davon ist der 24. Dezember jeden Jahres. Wegen der nur ab und an stattfindenden Bergmessen hat das Gotteshaus weder Tabernakel noch Taufbecken noch Ambo.   Ein überdachter Steinblock als Altar vor der Nordseite gestattet auch Gottesdienste im Freien. 